# Спајалица
Спајалица представља канцеларијски материјал, обично направљен од челичне жице, која се користи за држање спојеним више листова папира. За разлику од захефтаног папира, папир повезан спајалицом се лакше вади и поново враћа у првобитну формацију. 
Норвежанин Јохан Валер (1866-1910), најчешће се узима за изумитеља спајалице.

## Занимљивости
Спајалице поред основне имају и додатне функције, на пример:
- приликом потребе за ресетовањем разних уређаја најчешће се користи исправљена спајалица
- приликом ручног вађења диска убацује се у нарочиту рупицу
- користи се за одржавање личне хигијене ноктију и др.
- Ајфон телефони прве генерације подразумевали су коришћење спајалице приликом вађења СИМ картице
- Спајалицом се могу откључати неки модели полицијских лисица